# Anders Koustrup Kærgaard
Anders Koustrup Kærgaard (* 28. September 1972; † 7. Februar 2024) war ein dänischer Hauptmann des Militärnachrichtendienstes und Whistleblower. Seine Veröffentlichung eines Videobandes, das Menschenrechtsverletzungen während einer am 25. November 2004 stattfindenden militärischen Operation im Irak zeigt, erregte nationales und internationales Aufsehen. Es diente der im April 2012 aufgestellten Untersuchungskommission des dänischen Parlaments als Beweismittel zur Klärung der Rolle Dänemarks im Irakkrieg.

## Leben
Kærgaard besuchte von 1988 bis 1991 das Gymnasium Maribo. Anschließend absolvierte er von 1991 bis 1994 eine Offiziersausbildung. Er arbeitete 1995 als Verkaufsleiter in einem Baumarkt und besuchte von 1995 bis 1999 die Pädagogische Hochschule in Blaagaard (Kopenhagen). In den Jahren 2000 bis 2003 betrieb er eine eigene Kunstgalerie. Von 2005 bis 2012 nahm er ein Geschichtsstudium an der Universität Kopenhagen auf und setzte es 2012 an der Universität Aarhus fort.
Kærgaard diente im 4. Bataillon des Gardehusarregimentet (INTOPS) und arbeitete zwischen 2004 und 2005 als Nachrichtendienstoffizier im Irak. Als Mitarbeiter im Bereich psychologische Kriegsführung war er unter anderem für die Beurteilung der Bedrohungslage während der irakischen Wahl im Januar 2005 verantwortlich. Vor dem Anlaufen der multinationalen Operation Green Desert am 25. November 2004 warnte er den Bataillonskommandeur John Dalby davor, dass sich in der acht Kilometer südlich von Basra gelegenen Ortschaft Az-Zubair nur Zivilisten befänden und nicht, wie behauptet, hohe Anführer von al-Qaida und irakische Aufständische. Nach Durchführung der Mission wurden Zivilisten durch irakisches Militär verschleppt und im Al-Jamiat-Gefängnis in Basra tagelang gefoltert. Das dänische Militär berichtete der dänischen Öffentlichkeit trotz des Fehlschlages von einer erfolgreich verlaufenden Operation.
Entgegen der Forderung der Militärführung, Details der misslungenen Operation zu verheimlichen, publizierte er im Oktober 2012 den von ihm angefertigten warnenden Geheimdienstbericht sowie ein Video, das zeigt, wie irakische Streitkräfte Zivilisten misshandeln und dänische Soldaten tatenlos zusehen.
Kærgaard litt nach seiner Rückkehr in die Heimat an einer posttraumatischen Belastungsstörung, war längere Zeit krankgeschrieben und diente ab 2010 als Hauptmann beim Hjemmeværnet. Er arbeitete dann als Projektmanager im Museum des Kalten Krieges und als Betreuungshelfer für Kriminelle. Wegen seiner Veröffentlichungen verlor er seine Arbeit, wurde mit sechs Monaten Gefängnis bedroht und zu einer Geldstrafe von 13.000 Kronen verurteilt. Freunde und Bekannte aus seinem sozialen Umfeld sowie in militärischer Tradition verbundene Familienmitglieder wandten sich von ihm ab.
Kærgaard setzte sich für die Rechte der irakischen Zivilopfer des Irakkrieges und Whistleblower im dänischen Militär ein. Er war Teilnehmer der XIX. Rosa-Luxemburg-Konferenz am 11. Januar 2014 in Berlin.

## Auszeichnungen
- 2009: Museumsjuryens specialpris[4]
- 2013: Patrick-Mac-Manus-Preis[9]
- 2015: Preis des Dänischen Institutes für Menschenrechte[10]